# Ceratocapsus aurantiacus
Ceratocapsus aurantiacus är en insektsart som beskrevs av Henry 1978. Ceratocapsus aurantiacus ingår i släktet Ceratocapsus och familjen ängsskinnbaggar. Inga underarter finns listade i Catalogue of Life.